# Järnväg mellan Finland och Ishavet
Järnväg mellan Finland och Ishavet, eller Arctic Ocean Railway (även Arctic Railway), är ett diskuterat finländskt-norskt järnvägsprojekt.

## Bakgrund
År 2009 togs initiativ till en förstudie om en bana Rovaniemi – Kirkenes från lokala intressenter, och den publicerades 2010.
I juli 2017 uppdrog Finlands Transport- och kommunikationsministerium till Trafikledsverket i Finland att genomföra en utredning om en järnväg mellan Finland och Norra ishavet i samarbete med norska Jernbanedirektoratet. Trafikverkets utredning avsåg fem huvudalternativ:
1. Torneå–Haparanda-banan, med anslutning till den befintliga svenska normalspåriga järnvägen, inklusive Malmbanan till Narvik. Detta alternativ finns redan, men tågtrafik går knappast Torneå–Narvik för närvarande (2019). (Den svenska järnvägen skulle behöva utbyggd kapacitet om den skulle användas av finländska befraktare Finland i väsentligt större utsträckning.)
2. Kolari – Kaunisvaara – Svappavaara, med befintlig anslutning till Malmbanan till Kiruna och Narvik. Man funderar i Sverige på att ändå bygga Kaunisvaara – Svappavaara, varvid det bara skulle bli 14 km mellan järnvägarna.
3. Kolari – Kilpisjärvi – Skibotn – Tromsö, med anslutning till Kolaribanan i Finland
4. Rovaniemi direkt, eller via Kemijärvi, över Sodankylä till Kirkenes (som har en kort befintlig järnväg) , och med två alternativ i den norra delen, väster eller öster om Enare träsk
5. Kemijärvi – Salla – Alakurtti, mellan de befintliga Laurila–Kelloselkä-banan i Finland och Murmanskbanan i Ryssland.

I början 2018 lades två rapporter fram, en av Norconsult och en av finländska Trafikledsverket, som rekommenderade att man skulle gå vidare med alternativ nr 4. Det föreslagna alternativet är en bana mellan Rovaniemi och Kirkenes, eventuellt via Kemijärvi, vilken uppskattas ha en investeringskostnad på omkring 2,9 miljarder euro och som skulle kunna färdigställas till 2030.
Transport- och kommunikationsministeriet, med ministern Anne Berner, har beslutat att detta alternativ ska utredas vidare. 
Det har också funnits andra förslag om nya järnvägar till Nord-Norges kust, Nord-Norgebanen från Nordlandsbanan eller Malmbanan till Tromsö, och en 40 km järnväg från Kirkenes till Nikel i Ryssland som har järnväg söderut.

## Argument för en järnväg
Det framhävs från officiellt håll i Finland att den diskuterade järnvägen skulle förbättra Finlands logistiska geopolitiska position, öka tillgänglighet och försörjningssäkerhet: 
| ”                                                                                                | Den arktiska järnvägen är ett viktigt europeiskt projekt, som skulle åstadkomma en närmare förbindelse mellan det norra, arktiska Europa och Kontinentaleuropa. Förbindelsen skulle förbättra villkoren för många företag i landets norra delar. | „ |
| – Anne Berner, Finlands transport- och kommunikationsminister, vid en presskonferens i mars 2018 | |   |

Järnvägen ses som en alternativrutt för export från och import till Finland. Godstransport via en åretom-isfri djupvattenshamn vid Norra ishavet öppnar en ny förbindelse till Atlanten, men är också i framtiden intressant för möjlig reguljär sjöfart på Nordvästpassagen. Den arktiska järnvägen bedöms ha mest användning för transport av mineraler, fiskprodukter, sågat trä och förädlade träprodukter.